# Hylaeus costaricensis
Hylaeus costaricensis là một loài Hymenoptera trong họ Colletidae. Loài này được Friese mô tả khoa học năm 1917.